# Пупышево (Ленинградская область)
Пу́пышево — деревня в Кисельнинском сельском поселении Волховского района Ленинградской области.

## История
В 1904 году был построен одноколейный участок железной дороги Санкт-Петербург — Званка (ныне город Волхов). Между станциями Званка и Войбокало был создан разъезд Пупышьево для целей обслуживания дороги. Руководил работами инженер путей сообщения Валерий Алексеевич Саханский, которого можно считать основателем Пупышева.
Согласно данным переписи населения СССР 1926 года на разъезде Мурманской железной дороги Пупышево Вольковского сельсовета Пролетарской волости Волховского уезда проживали 70 человек — большинство русские, а также поляки и латыши.
Областными административными данными посёлок Пупышево учитывается в Вольковском сельсовете Волховского района с 1 января 1927 года.
По административным данным 1933 года это была деревня Пупышево в составе Вольковского сельсовета Волховского района.

План деревни Пупышево. 1941 год

Согласно топографической карте РККА 1941 года деревня насчитывала 36 дворов.
Во время Великой Отечественной войны в 1941 году линия фронта остановилась немного южнее деревни Пупышево. Здесь среди болот развернулись тяжёлые бои, когда немецкие войска прорывались к Ладоге. Значительную роль в обороне участка сыграла железная дорога. Осенью 1941 года медсанбат 285-й дивизии находился возле деревни Пупышево. Зимой 1941 года через Пупышево, оказавшееся на Большой земле, пролегла Дорога жизни.
В 1953 году население посёлка Пупышево составляло 248 человек.
С 1961 года в составе Плехановского сельсовета. В 1961 году население посёлка Пупышево составляло 175 человек.
По административным данным 1966 и 1973 годов деревня Пупышево также входила в состав Плехановского сельсовета.
По данным 1990 года деревня Пупышево входила в состав Староладожского сельсовета.
23 февраля 1995 года деревня была передана из Староладожской в состав Кисельнинской волости.
В 1997 году в деревне Пупышево Кисельнинской волости проживал 31 человек, в 2002 году — 697 человек (русские — 89 %).
В 2007 году в деревне Пупышево Кисельнинского СП — 26 человек.

## География
Деревня расположена в западной части района рядом с одноимённой железнодорожной станцией на ветке Санкт-Петербург — Волхов, и одноимённым садоводческим массивом.
Расстояние до административного центра поселения — 27 км.
К востоку от деревни протекает река Чаженка, к северу — ручей Лёгкий.

## Демография
| 2007 | 2010 | 2017 |
| ---- | ---- | ---- |
| 26   | ↘15  | ↗25  |

### Национальный состав
Согласно данным Всероссийской переписи населения 2021 года в деревне проживал 71 человек, из них:
 русские — 58, грузины — 2, украинцы — 2, молдаване — 1 человек, другие национальности — 1 человек, остальные национальность не указали.

## Транспорт
Проезд до деревни Пупышево из Санкт-Петербурга на электричках с Ладожского или Московского вокзалов в направлении «СПб — Мга — Волховстрой» до станций «Пл. 106 км» или «Пупышево».
Другой вариант — на автобусе № 595 до Пупышева от станции метро  «Улица Дыбенко» (время в пути 1:15).